# Julius Kovanda
Julius Kovanda (krycím jménem Douba, 6. listopadu 1881 Podmoklí – ?) byl český komorník rakousko-uherského ministra vnitra barona Karla Heinolda von Udinski, který výrazně zpravodajsky pomáhal domácímu československému odboji v letech 1914 až 1915. Po vzniku Československa byl pak prvním a dlouholetým správcem zámku v Lánech a okolní obory, rezidence prezidenta republiky.

## Život

### Mládí
Jako místo jeho narození je uváděno Podmoklí, jedná se snad o Podmokly nad Berounkou či Podmokly u Klatov v západních Čechách, soudě dle uvádění příslušnosti bratra Antonína v Plzni.
Posléze odešel do Vídně, kde žil a pracoval. Před vypuknutím první světové války přijal místo komorníka v rezidenci Karla Heinolda von Udinski, ministra vnitra Rakouska-Uherska.

### Špionážní činnost
Kovanda dlouhodobě sympatizoval s myšlenkou české samostatnosti a následně se zapojil do aktivit v noci tajně opisoval dokumenty, které si baron Heinold nosil domů. Následně tyto zprávy předával novináři Josefu Svatopluku Macharovi, který zajistil jejich doručení Tomáši Garrigue Masarykovi a (po 17. prosinci 1914) členům tajné zpravodajské organizace Maffie.
Jak Masaryk uvádí ve svém spise Světová revoluce, prostřednictvím těchto dokumentů „znal jsem nepřítelské smýšlení vojenského velitele Friedricha a jiných a dověděl jsem se o plánech proti ‚Sokolu' našemu a později i jugoslávskému." Mohl tak předem upozorňovat své spolupracovníky před hrozícím nebezpečím, ale také využít těchto informací při jednáních a schůzkách i s představiteli rakousko-uherské státní moci. Ve svých spisech uvádí, jak mu Kovandovy zprávy pomohly při jednání u místodržitele Čech knížete Františka Thuna v Praze, před svým odjezdem 17. prosince 1914 přes Vídeň do Itálie.
| „                                                                    | Podle zpráv Kovandových mohl jsem ťuknout na chování proti Sokolu, na censuru a td Místodržitel byl patře překvapen a zaražen. Myslím, že se nemýlím, pravím-li, že ve svém nitru v mnohém souhlasil; na odchodu mi za návštěvu děkoval a několikrát opakoval, že moje vývody byly pro něho velmi zajímavé. Ruce mi opět nepodal, ale za řeči učinil poznámku, že speciálně proti mně nic neprovedl. | “ |
| — T. G. Masaryk: Světová revoluce : Za války a ve válce 1914 – 1918) | |   |

V činnosti Kovanda pokračoval zhruba do konce listopadu 1915, pak přešel do služeb Franze Clam-Gallase, čímž si zajistil jisté zpravodajské spojení. Jeho bratr, Antonín Kovanda, zaměstnaný jako železniční úředník v Plzni, přechovával a předával zpravodajské informace týkající se železničních přesunů vojsk. V Maffii pracoval pod krycím jménem "Douba", které bylo veřejnosti prozrazeno až po vzniku Československa, při triumfálním příjezdu T. G. Masaryka do Prahy 21. prosince 1918.

### Život v ČSR
Po vzniku ČSR pak žil v Čechách, za své zásluhy obdržel okolo roku 1920 Československou revoluční medaili. Stal se správcem rezidence prezidenta, zámku v Lánech a přilehlé obory, který stát v dubnu 1921 koupil za 25 milionů Kč od Maximiliána Egona II. z Fürstenbergu. Rovněž byl účasten rychlých stavebních úprav zámku a byl přítomen prvního příjezdu TGM s rodinou do Lán 11. srpna 1921.